# ГЕС Кішенганга
ГЕС Кішенганга – гідроелектростанція на північному заході Індії у штаті Джамму та Кашмір. Використовує деривацію з річки Кішенганга – верхньої течії Нілуму, правої притоки річки Джелам, котра в свою чергу є правою притокою Чинабу (впадає праворуч до Сатледжу, найбільшого лівого допливу Інду).
В межах проекту річку перекрили кам’яно-накидною греблею із бетонним облицюванням висотою 37 та довжиною 146 метрів, яка утримує водосховище з об’ємом 18,4 млн м3 та припусттимим коливанням рівня між позначками 2384,5 та 2390 метрів НРМ.
Зі сховища під лівобережним гірським масивом проклали дериваційний тунель довжиною 23,2 км та діаметром від 6,2 до 5,2 метра, який перетинає водорозділ з долиною Джеламу. На завершальному етапі він переходить у похилу напірну шахту довжиною 1,1 км з діаметром 4 метра, яка у підсумку розгалужується на три горизонтальні секції з діаметрами по 2,3 метра. В системі також працює вирівнювальний резервуар висотою 110 метрів з діаметром 18 метрів.
Споруджений у підземному виконанні машинний зал має розміри 113х21 метр при висоті 47 метрів. Тут встановили три турбіни типу Пелтон потужністю по 110 МВт, які використовують напір у 646 метрів та повинні забезпечувати виробництво 1713 млн кВт-год електроенергії на рік.
Відпрацьована вода по відвідному тунелю довжиною 0,9 км та діаметром 5 метрів потрапляє до Джелама вище від створеного на ньому каскаду гідроелектростанцій (ГЕС Ловер-Джелам та інші).
Видача продукції відбувається по ЛЕП, розрахованій на роботу під напругою 220 кВ.
Спорудження станції затрималось на кілька років через судовий позов, поданий до міжнародного арбітражу Пакистаном. Останній був незадоволений відбором ресурсу з верхів’я Нілуму, на якому нижче по течії споруджувалась пакистанська ГЕС Нілум-Джелам. Втім, оскільки проект не змінює обсяги води, котрі передаються до Пакистану з Індії, арбітраж став на її сторону, що дозволило у 2018 році ввести станцію в експлуатацію.